# Next Gen ATP Finals 2023
Next Gen ATP Finals 2023 var en tennisturnering for mænd, der blev spillet indendørs på hardcourtbaner i King Abdullah Sports City i Jeddah, Saudi-Arabien i perioden 28. november - 2. december 2023. Det var den sjette udgave af Next Gen ATP Finals siden den første turnering i 2017, og turneringen blev afviklet under navnet Next Gen ATP Finals presented by NEOM på grund af et sponsorat fra NEOM. Det er den sæsonafsluttede turnering for spillere op til 21 år på ATP Tour 2023. Det var første gang, at Jeddah lagde baner til Next Gen ATP Finals, der indtil da var blevet spillet i Milano.
Turneringen blev vundet af Hamad Medjedovic, som i finalen besejrede Arthur Fils med 3-4(6), 4-1, 4-2, 3-4(9), 4-1, og som dermed vandt titlen for første gang.

## Præmier
Den samlede præmiesum for Next Gen ATP Finals 2023 androg $ 2.000.000, hvilket var en stigning på $ 600.000 i forhold til året før.

## Herresingle

### Deltagere
Herresingleturneringen havde deltagelse af otte spillere. Følgende spillere havde kvalificeret sig til mesterskabet:
| Nr.                    | ATP-rang.              | Spiller                | Point                  | Kvalifikationsdato     | Kommentar                        |
| Kvalificerede spillere | Kvalificerede spillere | Kvalificerede spillere | Kvalificerede spillere | Kvalificerede spillere | Kvalificerede spillere           |
| ---------------------- | ---------------------- | ---------------------- | ---------------------- | ---------------------- | -------------------------------- |
| -                      | 2                      | Carlos Alcaraz         | 8.855                  |                        | Kvalificeret til ATP Finals 2023 |
| -                      | 8                      | Holger Rune            | 3.660                  |                        | Kvalificeret til ATP Finals 2023 |
| -                      | 17                     | Ben Shelton            | 2.145                  |                        | Meldte afbud                     |
|                        | 27                     | Lorenzo Musetti        | 1.470                  |                        | Meldte afbud                     |
| 1                      | 36                     | Arthur Fils            | 1.158                  | 8. november 2023       |                                  |
| 2                      | 66                     | Luca Van Assche        | 687                    | 8. november 2023       |                                  |
| 3                      | 92                     | Dominic Stricker       | 673                    | 8. november 2023       |                                  |
| 4                      | 94                     | Alex Michelsen         | 653                    | 20. november 2023      |                                  |
| 5                      | 100                    | Flavio Cobolli         | 640                    | 8. november 2023       |                                  |
| 6                      | 111                    | Hamad Medjedovic       | 582                    | 20. november 2023      |                                  |
| 7                      | 118                    | Luca Nardi             | 533                    | 20. november 2023      |                                  |
| Wildcard               |                        |                        |                        |                        |                                  |
| 8                      | 187                    | Abdullah Shelbayh      | 311                    | 8. november 2023       |                                  |
| Reserver               |                        |                        |                        |                        |                                  |
| 9                      | 127                    | Luciano Darderi        | 510                    |                        |                                  |
| 10                     | 128                    | Arthur Cazaux          | 508                    |                        |                                  |

### Grupper
Spillerne blev ved lodtrækning inddelt i to grupper, således at 1.- og 2.-seedet kom i hver sin gruppe, 3.- og 4.-seedet kom i hver sin gruppe osv.
| Grøn gruppe          | Rød gruppe               |
| -------------------- | ------------------------ |
| Arthur Fils [1]      | Luca Van Assche [2]      |
| Dominic Stricker [3] | Alex Michelsen [4]       |
| Flavio Cobolli [5]   | Hamad Medjedovic [6]     |
| Luca Nardi [7]       | Abdullah Shelbayh [8/WC] |

### Gruppespil

#### Grøn gruppe
| Dato         | Vinder           | Taber            | Resultat                         |
| ------------ | ---------------- | ---------------- | -------------------------------- |
| 28. november | Arthur Fils      | Luca Nardi       | 2–4, 4–3(6), 4–2, 1–4, 4–2       |
| 28. november | Flavio Cobolli   | Dominic Stricker | 4–2, 3–4(7), 4–1, 4–2            |
| 29. november | Arthur Fils      | Flavio Cobolli   | 4–1, 4–2, 4–2                    |
| 29. november | Dominic Stricker | Luca Nardi       | 4–1, 4–1, 4–2                    |
| 30. november | Arthur Fils      | Dominic Stricker | 4–2, 3–4(3), 4–2, 4–3(5)         |
| 30. november | Luca Nardi       | Flavio Cobolli   | 3–4(4), 4–2, 4–3(1), 1–4, 4–3(3) |

| Spillere             | Kampe (V-T) | Sæt (V-T)     | Partier (V-T)   |
| -------------------- | ----------- | ------------- | --------------- |
| Arthur Fils [1]      | 3–0         | 9–3 (75 %)    | 42–31 (57,53 %) |
| Dominic Stricker [3] | 1–2         | 5–6 (45,45 %) | 32–34 (48,48 %) |
| Flavio Cobolli [5]   | 1–2         | 5–7 (41,67 %) | 36–37 (49,32 %) |
| Luca Nardi [7]       | 1–2         | 5–8 (38,46 %) | 35–43 (44,87 %) |

#### Gruppe 2
| Dato         | Vinder            | Taber             | Resultat                            |
| ------------ | ----------------- | ----------------- | ----------------------------------- |
| 28. november | Luca Van Assche   | Abdullah Shelbayh | 4–3(5), 3–4(5), 4–1, 4–1            |
| 28. november | Hamad Medjedovic  | Alex Michelsen    | 4–2, 4–3(3), 3–4(3), 3–4(5), 4–3(4) |
| 29. november | Hamad Medjedovic  | Luca Van Assche   | 4–2, 2–4, 4–3(7), 4–1               |
| 29. november | Abdullah Shelbayh | Alex Michelsen    | 4–2, 1–4, 4–0, 4–0                  |
| 30. november | Luca Van Assche   | Alex Michelsen    | 4–3(0), 3–4(4), 3–4(4), 4–1, 4–3(6) |
| 30. november | Hamad Medjedovic  | Abdullah Sjalbayh | 3–4(6), 4–2, 4–3(5), 4–2            |

| Spillere                 | Kampe (V-T) | Sæt (V-T)     | Partier (V-T)   |
| ------------------------ | ----------- | ------------- | --------------- |
| Hamad Medjedovic [6]     | 3–0         | 9–4 (69,23 %) | 47–37 (55,95 %) |
| Luca Van Assche [2]      | 2–1         | 7–6 (53,85 %) | 43–38 (53,09 %) |
| Abdullah Shelbayh [8/WC] | 1–2         | 5–7 (41,67 %) | 33–36 (47,83 %) |
| Alex Michelsen [4]       | 0–3         | 5–9 (35,71 %) | 37–49 (43,02 %) |

### Semifinaler og finale
| Semifinaler | Semifinaler      | Semifinaler | Semifinaler | Semifinaler | Semifinaler | Semifinaler |  |   | Finale           | Finale      | Finale | Finale | Finale | Finale | Finale |
|             |                  |             |             |             |             |             |  |   |                  |             |        |        |        |        |        |
| 1           | Arthur Fils      | 2           | 4           | 4           | 4           |             |  |   |                  |             |        |        |        |        |        |
| 2           | Luca Van Assche  | 4           | 1           | 3           | 3           |             |  |   | 1                | Arthur Fils | 4      | 1      | 2      | 4      | 1      |
| 6           | Hamad Medjedovic | 4           | 2           |             |             |             |  | 6 | Hamad Medjedovic | 3           | 4      | 4      | 3      | 4      |        |
| 3           | Dominic Stricker | 3           | 1r          |             |             |             |  |   |                  |             |        |        |        |        |        |